# كتاب (مدرسة)

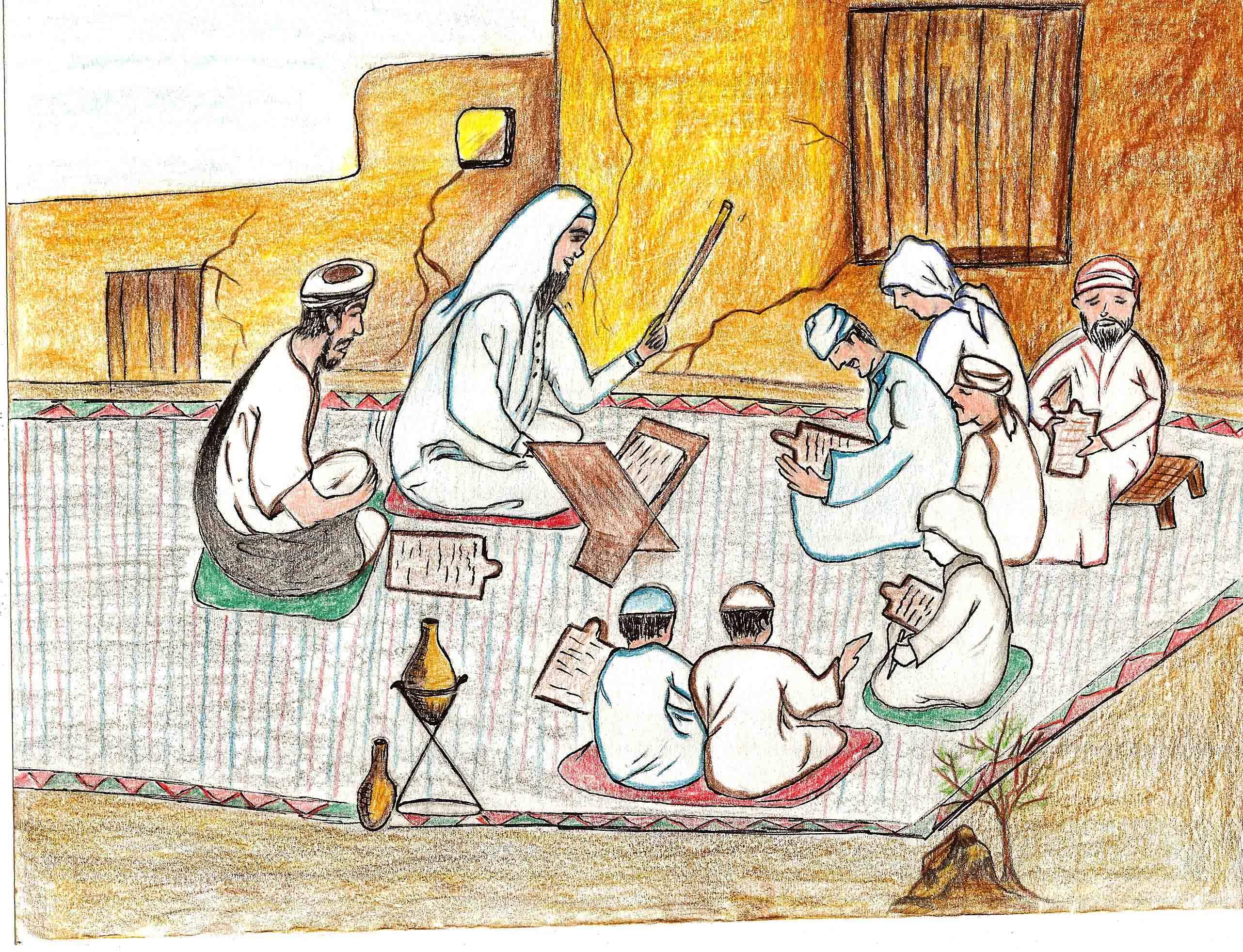
طلاب الكتاب والمعلم (الإمام).

كُتّاب والجمع كتاتيب هي مجالس مخصوصة لتعليم الصغار والناشئة القرآن الكريم والدين ومبادئ القراءة والكتابة والخط والحساب ويشرف عليها شخص يسمى «المعلم» أو «الخطيب» في بلاد الشام أو «المطوّع» في جزيرة العرب.

## نشأته
يُعَدُّ الكُتاب من أقدم المراكز التعليمية عند المسلمين، وقيل بأن العرب عَرَفُوه قبل الإسلام، ولكن على نطاق محدود، وكانت مكانة الكُتَّاب في القرون الهجرية الأولى عالية الشأن؛ إذ يُعِدُّ لبداية تعليم أعلى، "فكان الكُتَّاب يشبه المدرسة الابتدائية في عصرنا الحاضر.

## الهدف من إنشاء الكتاتيب
وكان الهدف من إنشاء الكتاتيب قد تمثّل في تعليم أطفال المسلمين القراءة والكتابة، وحفظ القرآن الكريم.
وقد اهتم النبي ﷺ بتعليم الأطفال والشباب، أذ أمر أسرى المشركين عقب غزوة بدر أن يُعلِّم كل واحد منهم عشرةً من الغلمان الكتابة، ويخلِّي سبيله، فيومئذٍ تعلّم الكتابةَ زيدُ بن ثابتٍ في جماعةٍ من غلمة الأنصار.

## أشهر المعلمين في الكتاتيب
وقد اشتهر عدد من المعلِّمين في الكتاتيب وذاع صيتهم، منهم:
- الحجاج بن يوسف الثقفي، وكان مؤدبًا ومعلمًا للصبيان في الطائف، ويحفّظهم القرآن، وكان ذلك قبل التحاقه بجند عبد الملك بن مروان.[4]
- الضحاك بن مزاحم، وعُرِفَ عن الضحاك بن مزاحم أنه كان مُؤَدِّبًا للصبيان في أحد كتاتيب الكوفة، وكان لديه ثلاثة آلاف صبي.
- أبي القاسم البلخي، فقد روى ياقوت الحموي في (معجم الأدباء) أن كُتَّاب أبي القاسم البلخي كان به ثلاثة آلاف تلميذ، وكان فسيحًا جدًّا يَتَّسِعُ لهذا العدد.[5]
- أبو الغنائم المسلم بن الحسين بن الحسن، قال عنه ابن عساكر: «اشتغل بتأديب الصبيان، فحسن أثره في ذلك، وظهر له اسم في إجادة التعليم والحذق بالحساب حتى كثر زبونه»

وقد تعلم كثير من كبار الفقهاء والعلماء في الكتاتيب في صغرهم، فيحكي الإمام الشافعي
عن مرحلة الكُتَّاب في صغره فيقول: «كنت يتيمًا في حجر أُمِّي، فدفعتني في الكُتَّاب، فلمَّا خَتَمْتُ القرآن دخلتُ المسجد فكنتُ أُجَالِس العلماء».

## مكانة المعلمين في الكتاتيب
كان للمعلمين قدر كبير من الأحترام فقد كان الأمراء والخلفاء يحترمون المعلمين والمؤدبين، وينزلون على آرائهم؛ احترامًا لهم، ولذلك كان المعلمون يتمتعون بالاحترام الوافي من قبل الناس جميعًا.
فقد بعث هارون الرشيد
إلى مالك بن أنس يستحضره ليسمع منه ابناه الأمين والمأمون، فأبى عليه، وقال: إن العلم يُؤتى، لا يأتي. فبعث إليه ثانيًا، فقال: أبعثهُما إليك يسمعان مع أصحابك. فقال مالك: بشريطة أنهما لا يتخطيان رقاب الناس، ويجلسان حيث ينتهي بهما المجلس. فحضراه بهذا الشرط"
ونتيجة لمهارة بعض هؤلاء المعلمين والمؤدبين
فقد ترقّى بعضهم في وظائف الدولة حتى صار وزيرًا، مثل إسماعيل بن عبد الحميد الذي كان يعلِّم الصبيان، ثم تقلبت به الأحوال إلى أن صار وزيرًا لمروان بن محمد لمروان بن محمد، وكذلك الحجاج بن يوسف الثقفي الذي صار كبيرًا لوزراء عبد الملك بن مروان.

## الكتاتيب في الخليج العربي
الكتاتيب في الخليج العربي عندما يصل عمر الطفل إلى السادسة أو السابعة أو أصغر من ذلك ترغب عائلته بإلحاقه في أحد الكتاتيب ليتعلم قراءة القرآن ويجيد المبادئ في القراءة والكتابة والحساب. ونظرا لأنشغال الآباء في البحث عن لقمة العيش أثناء موسم الغوص والأسفار في البر والبحر سعيا وراء الرزق فقد كانت المرأة هي التي تتولى مهمة تسجيل الأبن للدراسة على يد أحد (المطاوعة) في القرية وتخطره برغبة الأسرة في تعليم أبنها وتهذيبه وتأدبيه. 